# 聂磊
聂磊（1967年7月17日—2013年9月17日），曾用名张泷、王鑫，生于山东省青岛市。初中文化，2010年3月，聂磊被控指使多名犯罪嫌疑人持械窜至青岛市颐中皇冠假日大酒店夜总会打伤员工多人，损坏物品若干，并涉嫌贩卖毒品。2010年6月被公安通缉；2010年9月被抓获归案。2011年12月，聂磊在胶州法院受审；2012年3月，一审被判死刑。8月20日，二审维持原判。2013年9月17日，山东省青岛市中级人民法院执行对聂磊的注射死刑。
聂磊案被媒体称为山东最大的黑社会案件。